# Miena (Mali)
Miena é uma cidade e comuna rural da circunscrição de Cutiala, na região de Sicasso ao sul do Mali. Segundo censo de 1998, havia 10 823 residentes, enquanto segundo o de 2009, havia 14 365. A comuna inclui 4 vilas.

## História
No começo de 1898, vilas próximas a Miena se uniram para impedir que tropas do fama Babemba Traoré (r. 1893–1898) do Reino de Quenedugu atacassem essa localidade. Mais tarde no mesmo ano, quando estava em Zangasso, Babemba enviou uma carta a dois de seus tenentes que estavam estacionados em Miena para que se dirigissem imediatamente para Sicasso.